# テルロフェン
テルロフェン(Tellurophene)は、チオフェンやセレノフェンのテルルアナログである。

## 合成
テルロフェンの最初の合成は、1961年、Brayeらによって、1,4-ジリチオテトラフェニルブタジエンと四塩化テルルを反応させてテトラフェニルテルロフェンを合成したものだった。
ジクロロメタン/エタノール混合物からの再結晶による収率は56%で、融点239-239.5℃の黄色-橙色の結晶であった。同じ化合物が、1,4-ジヨードテトラフェニルブタジエンとテルル化リチウムの反応で、82%の収率で得られた。
1966年、Mackは、テルル化ナトリウムとジアセチレンをメタノール中20℃で反応させることで、置換なしのテルロフェンを合成できることを報告した。この方法は、前駆体としてジアセチレンの置換体を用いることで、2,5-置換テルロフェンの合成に一般化できる。生成物は、融点-36℃、沸点148℃の薄黄色の液体として得られた。Taticchiらは、シュレンクラインを用いて反応容器内の酸素と水分を除去し、副反応としての望まない酸化物や重合物を減らすために純粋なブタジインを用い、収率向上のためにメタノール除去のために真空にすることを止める等の改良を行った。この改良された方法により、47%の収率でテルロフェンを単離できるようになった。
テルロフェンの原子配置は、1973年にマイクロ波分光法により初めて決定され、その後、X線散乱により、さらに詳細に研究された。Te-C結合の長さは2.046 Aで、セレノフェンよりも短い。さらに、C-Te-C角は82°でセレノフェンよりも小さく、これはテルル原子がより大きいことに起因している。これらの観測結果は、セレノフェンの芳香族性がテルロフェンよりも大きいという事実とも合致する。芳香族性の大きさは、以下のような順番となる：
ベンゼン > チオフェン > セレノフェン > テルロフェン > フラン
金属触媒によるクロスカップリング反応やエニンの環化等、テルロフェン合成の様々な方法が開発されてきた。いくつかの例を下に示す。2008年、Zeniらは、銅触媒によるカルコゲノエニンの環化により3-置換カルコゲノフェンが得られ、さらにボロン酸を用いたパラジウム触媒の鈴木・宮浦カップリングにより官能基化されると報告した。

2016年、Taylorらは、右田・小杉・スティルカップリングによるパーフルオロアリール置換テルロフェンの合成経路を報告した。この化合物は、この後、ヨウ素化とそれに続く薗頭カップリングにより、塩化物イオンや臭化物イオン等のアニオンの受容体が生成される。
しかし、3-置換テルロフェンを合成する金属触媒のクロスカップリング反応は、合成が複雑な3-ブロモまたは3-ヨードテルロフェンを必要とするため、面倒であるとされる。代替の方法が2013年にSeferosらにより報告されたが、この方法はワインレブアミド等の高価な出発物質が必要であり、さらに収率が低いという欠点を持つ。
2018年、Hanらは、遷移金属を用いずに、温和な条件下で1,1-ジブロモ-1-エン-3-インとテルル化物塩（テルル化ナトリウム/セレン化ナトリウム）を反応させることで、様々な置換テルロフェンをワンポット合成する方法を報告した。テルル化物塩は、エタノール中で臭化水素ナトリウムによりテルル/セレンを還元することで得られる。3-置換テルロフェンの合成は、以下のようになる。
反応機構の研究により、この反応は溶媒の極性に大きく影響されることが明らかとなった。水のような極性溶媒は、Te-H結合を非局在化させ、テルルを負に荷電してより求核性を高める。より広い反応のスコープを得るため、著者らは、水よりも高い誘電率（つまりより高い極性）を持ち、さらに水よりもエンインを良く溶解させるジメチルホルムアミド(DMF)を溶媒として用いた。DMFとtert-ブチルアルコールの混合溶媒を用いることで、2,4-置換テルロフェンを室温で合成することに成功した。

## 反応

### アニオン受容体

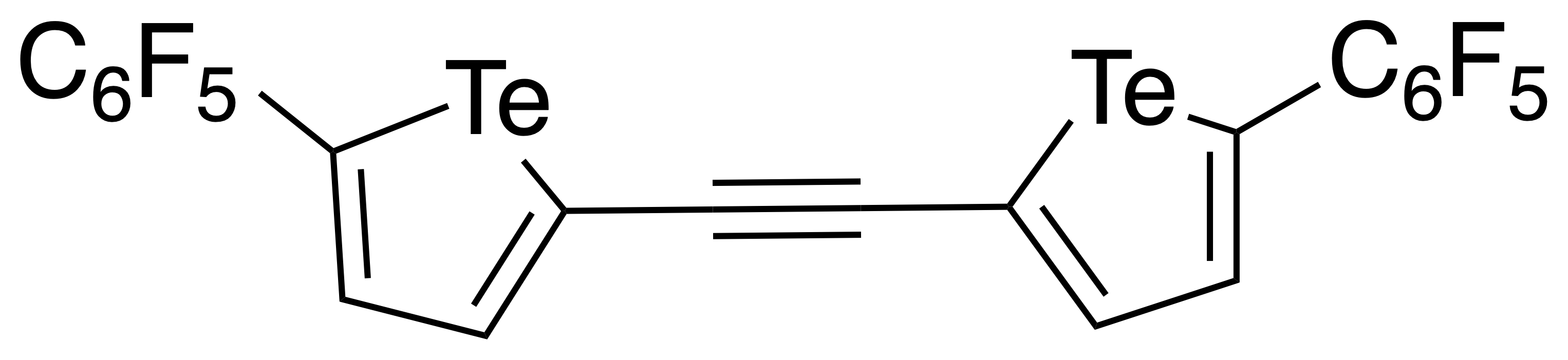
エチニレン架橋ビステルロフェンアニオン受容体

2016年、Taylorらは、テルロフェン同士がエチニレン架橋で結合した構造を持つ、二座で電子不足のビステルロフェン受容体を開発した。テルロフェンは、アニオン（ルイス塩基）との関係ではルイス酸として働くと考えられるため、電子不足のアレーンが置換した2,5-ジアリールテルロフェンが合成される。
テトラヒドロフラン(THF)へのBu4N+Cl-付加における光学吸収スペクトルの変化のモニターから、2,5-ビス[(パーフルオロ)アリール]テルロフェンは、310 ± 20 L mol/1の結合定数(Ka)でCl-と結合できることが明らかとなった。また、Br-やBrO-とも結合すると考えられている。コンピュータ解析により、エチニレン結合が、2つのテルロフェンを、受容体が塩化物と2つのカルコゲン結合を形成できるような適切な位置にカルコゲン結合ドナーを配置することが示された。2-ヨード-5-(パーフルオロフェニル)テルロフェンから、連続薗頭カップリング反応により、エチニレン結合したビステルロフェンが合成される。THF中、受容体の溶液に[Bu4N]Clを加えると、吸収スペクトルの変化が見られ、Ka = 2290 L/molを示す。有意に高いKaの値は、塩化物アニオンがテルル原子の間に位置し、Te-Cl結合の長さが3.23 A、Cl-Te-C角が170°となる最小エネルギー配置を示す密度汎関数理論に基づく計算と一致することが分かった。二座受容体の大きな違いの1つは、一座配位子と異なり、アニオン-アレーン安定効果がなく、カルコゲン結合だけであることである。

### ハロゲン光脱離

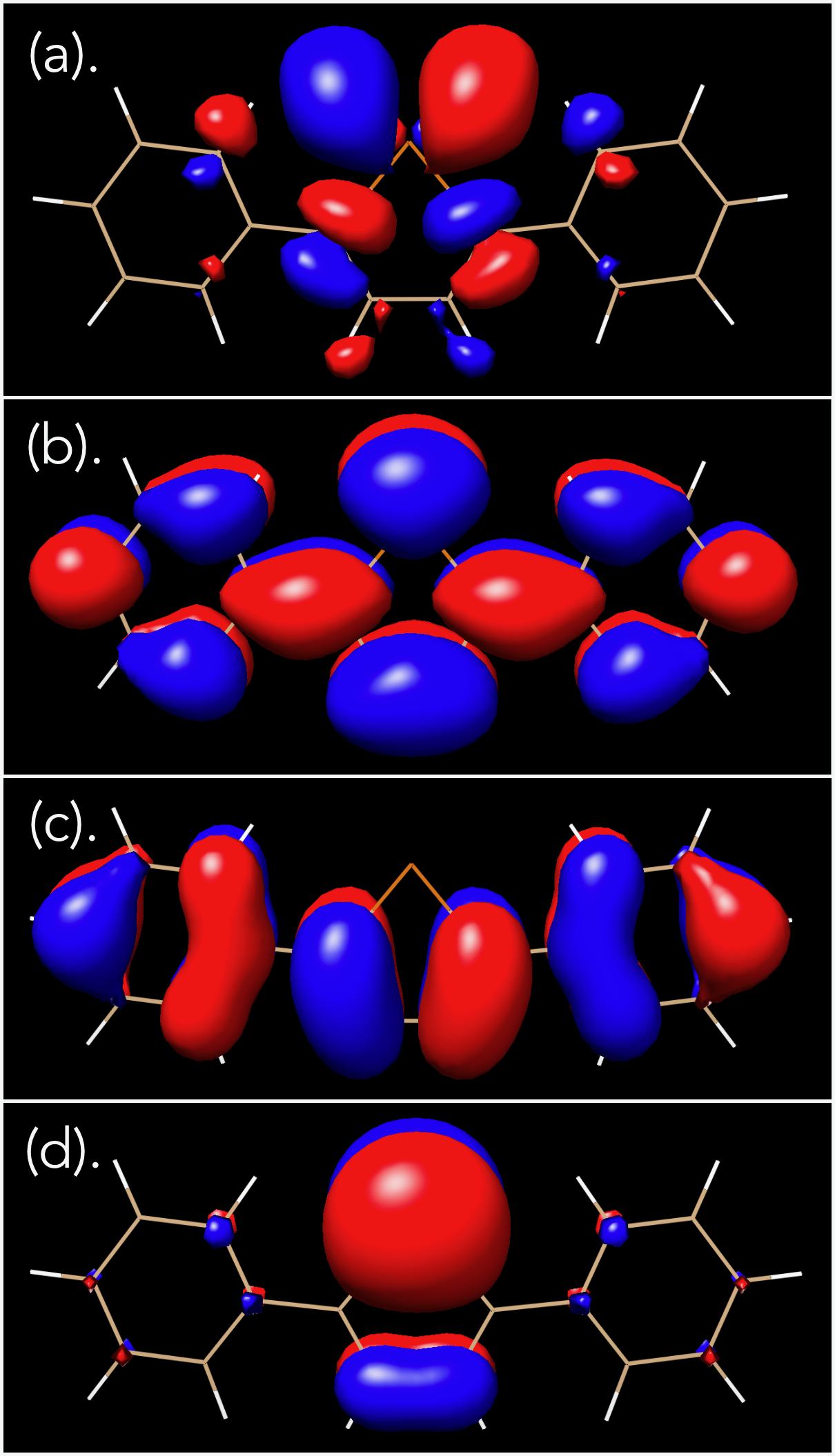
B3LYP関数及び6-31G(d)基底関数系によりAvogadroとGAMESSを用いて計算した2,5-ジアリールテルロフェンの(a). LUMO+1, (b). LUMO, (c). HOMO, (d). HOMO-1

2013年、Seferosらは、イソインディゴ置換テルロフェンである2,5-ビス[5-(N,N′-ジヘキシルイソインディゴ)]テルロフェンからCl2及びBr2が光還元脱離する初めての事例を報告した。低エネルギーでの吸収に繋がる広範なπ共役のため、ハロゲン種を光励起し光還元脱離させるため、505 nmと比較的低エネルギーの光が用いられる。Cl2及びBr2の光還元脱離の量子収量は、各々0.19%、0.18%であることが明らかとなった。密度汎関数理論計算により、光励起の主遷移は、535 nmでHOMOからLUMO+2への遷移であり、LUMO+2の状態はTe-Xの反結合性を持っていることが明らかとなった。低い量子収量は、もはやTe-X反結合性の低エネルギー励起状態がない事実のためであることが前提とされ、これが反応の効率性を制限した。従って、テルロフェンの置換基を変更することにより、光励起時の主遷移がHOMOからLUMOになるようにすると、Te-Xの反結合性を持たずTe-Xの解離を促進しない状態の緩和による効率性の阻害がなくなり、反応が大幅に改善すると考えられた。

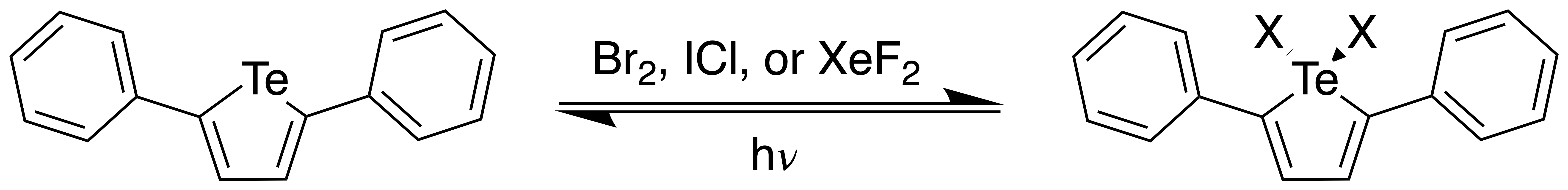
2,5-ジフェニルテルロフェンからのハロゲンの光還元脱離

2015年、Seferosらは、2,5-ジフェニルテルロフェンが2電子Te(IV)/Te(II)光反応サイクルにより、16.9%に達する量子収量で、フッ素、塩素、臭素の光還元脱離に関与していることを示した。これは、光還元脱フッ素を行う有機テルル化合物の最初の報告であった。2,5-ジフェニルテルロフェンのHOMO及びLUMO軌道は、計算化学ソフトウェアプログラムGAMESSを用いて、密度汎関数理論に基づき計算されており、LUMOは分子全体に非局在化しているという、Seferosらが報告した軌道像と一致する結果が示された。B3LYPを用いた密度汎関数理論計算により、最も強い2つの光遷移は、HOMOからLUMOとHOMOからLUMO+1への遷移であることが示された。しかし、ハロゲン付加の場合は、HOMO-LUMOのエネルギーギャップが小さくなり、LUMOが大きな半結合性のTe-Xを持つことが示されている。このため、π*軌道を電子で埋めることでTe-X結合が壊れ、ハロゲン解離が起こると考えられる。そして実際、過剰なハロゲンの付加の際、テルロフェンに相当する342 nmのピークは小さくなり、赤方偏移吸収ピークが現れた。より重いハロゲンを使うことで、ピークの赤方偏移はより大きくなった(PT-F2: λmax = 395 nm, PT-Cl2: λmax = 416 nm, PT-Br2: λmax = 433 nm)。PT-Br2のサンプルに447.5 nmの照明を照射すると、サンプルの吸収スペクトルは、12秒間で急激に変化し、PTの値に戻った。また、プロトン核磁気共鳴を用いても観測された。しかし、F2では、ハロゲンのPTに対する高い反応性のため、かなりの分解産物が見られた。フッ素は水に対して高い反応性を持ち、フッ化水素酸に変化するため、2,3-ジメチル-1,3-ブタジエンの代わりに水をハロゲントラップとして用いることで、この分解は回避できる。

## 光酸化

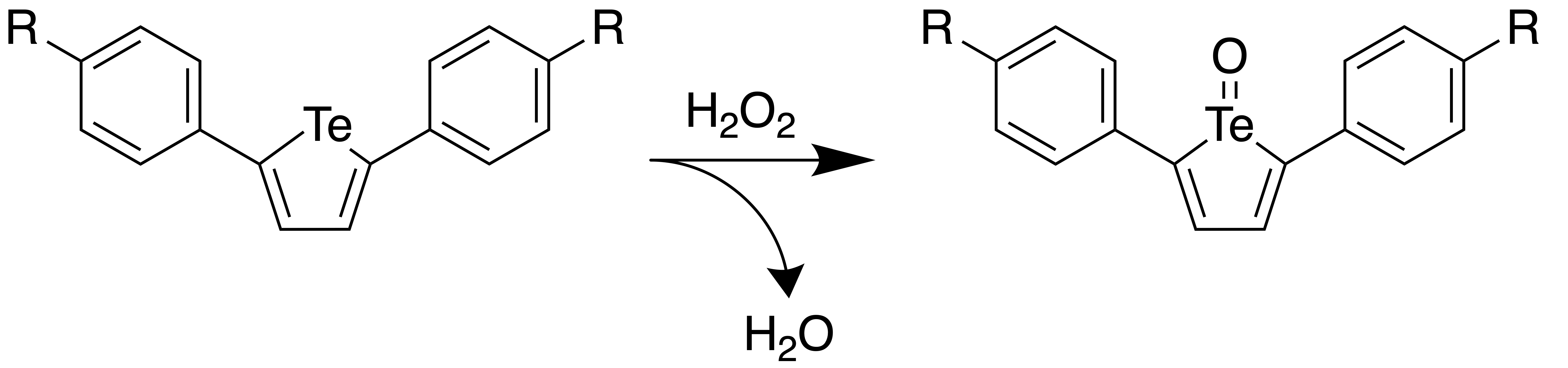
過酸化水素によるテルロフェンの処理

2013年、Seferosらは、2,5-ジフェニルテルロフェンのパラ位のフェニル基をオクタエチレングリコールモノメチルエーテル(OEG)で置換することで、水溶性のテルロフェンを初めて報告した。これは、初めて合成されたヨード-OEGを用いて行われた。ヨード-OEGは、ヨードフェノールに付加され、ヨード-4-OEG-ベンゼンを形成した。さらに薗頭カップリングに供し、生じたブタジインをテルル化ナトリウムで処理して望みの化合物を生成する。テルロフェンを過酸化水素で処理すると、紫外線吸収スペクトルの435 nmのピークが赤方偏移する。過剰な過酸化物で処理することにより、435 nmのピークがなくなり、280 nmにピークが現れる。反応速度の分析により、過酸化水素とテルロフェンの両方で1次反応であることが分かった。また、435 nmの吸収ピークを持つ生成物は、ジヒドロキシテルロフェン、280 nmの生成物はテルロケトンであることも分かった。テルロケトンは、テルロフェンの水溶液に青色LEDを照射することでも生じ、一重項酸素により酸化できることが示される。さらに、テルロキシド溶液を-0.5V(vs. Ag/AgCl)で処理すると、吸収ピークが消失する代わりに、ジアリールテルロフェンに相当する354 nmのピークが生じる。0.8Vをかけるとこのプロセスが逆転し、可逆の酸化であることが示される。

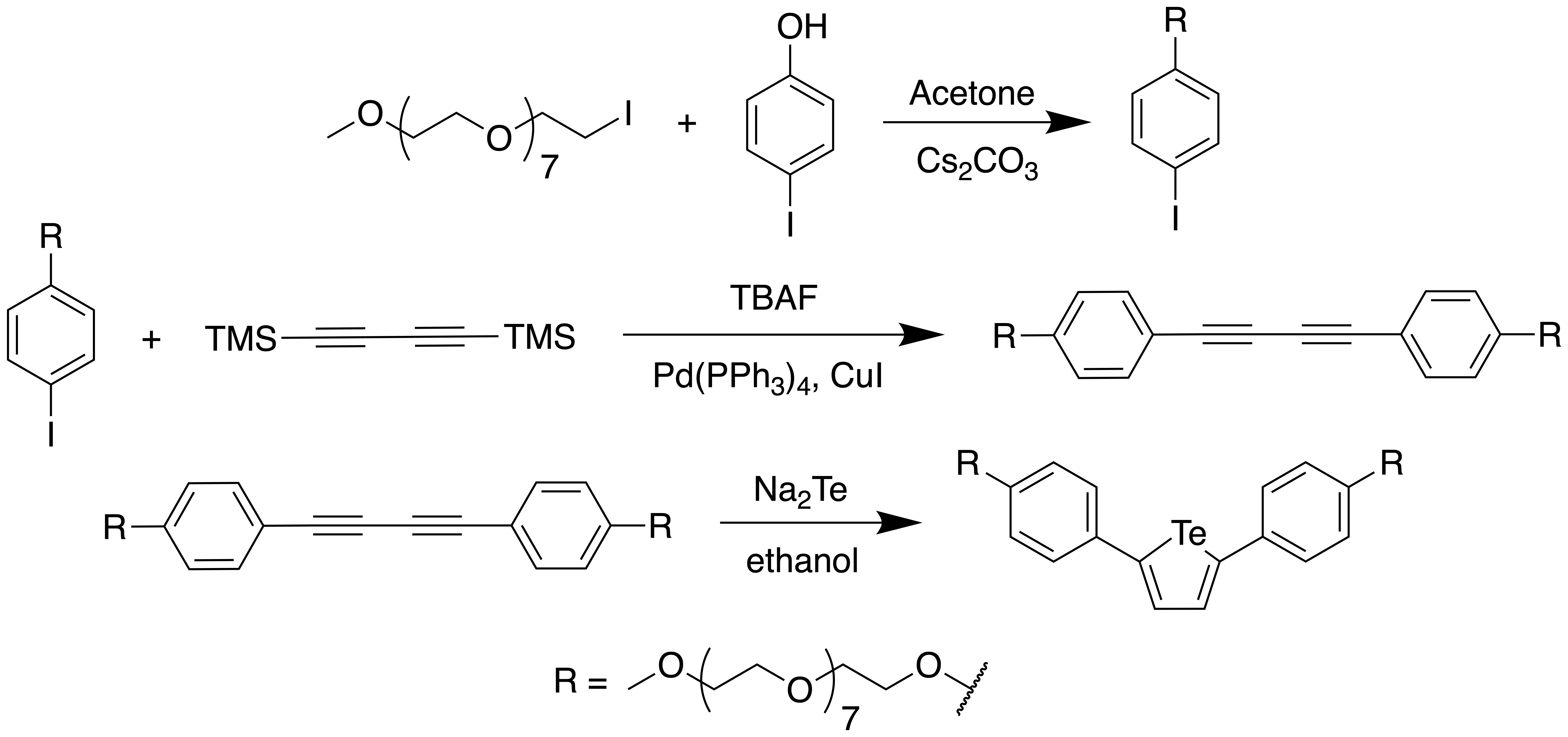
水可溶テルロフェンの合成

2017年、Seferosらは、メタクロロ過安息香酸の存在下かつ好気条件下で、2,5-ジフェニルテルロフェン(PT)の酸化的開環を報告した。密度汎関数理論計算により、PTの酸化により生じるTe(IV)酸化PT-Oは、低いHOMOレベルで、LUMOはかなり安定している。これにより、HOMO-LUMOエネルギーギャップが非常に小さくなるため、吸収スペクトルの最大値の赤方偏移が予測される。さらに、LUMOの電子密度は、Te-O σ*軌道を含むことが分かった。この軌道の様子は、下図に示すように、AvogadroとGAMESSを用いても再現されている。

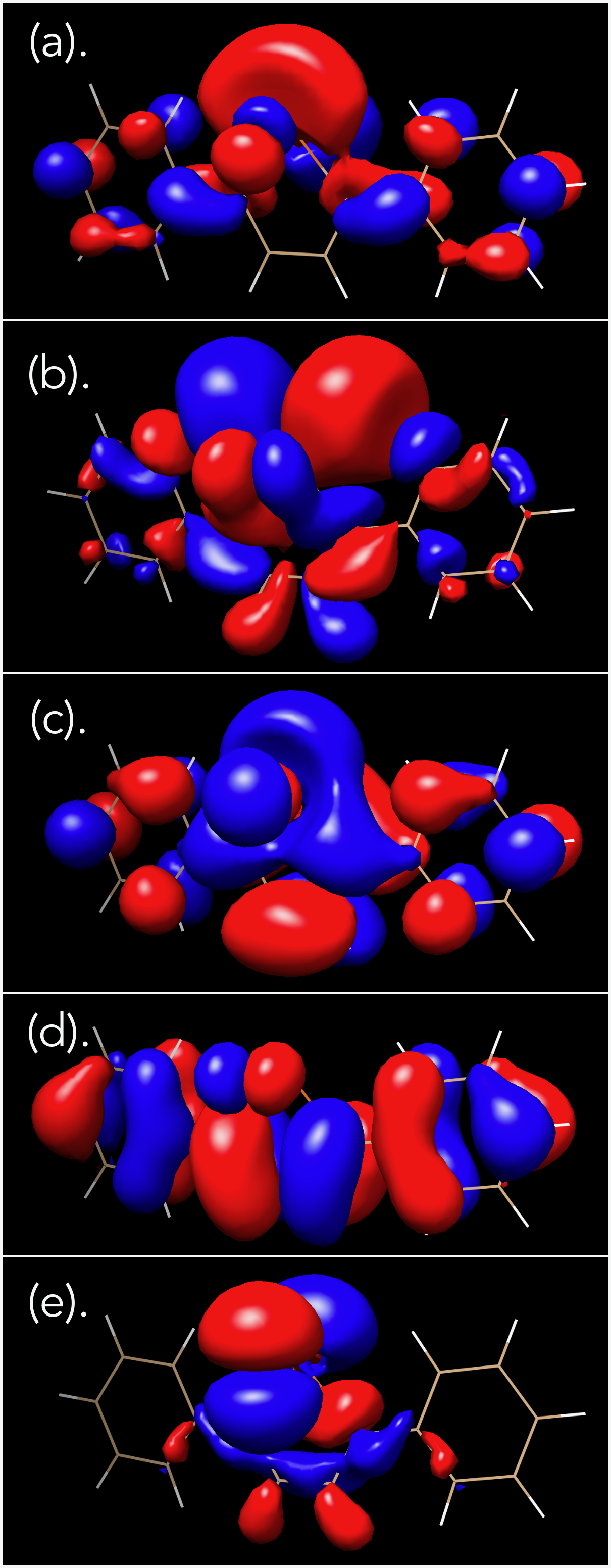
B3LYP関数及び6-31G(d)基底関数系によりAvogadroとGAMESSを用いて計算したテルロキシドの(a). LUMO+2, (b). LUMO+1, (c). LUMO, (d). HOMO, (e). HOMO-1

等量のメタクロロ過安息香酸をPT溶液に加えることで、すぐに無色から黄色に変化する。しかし、4等量のメタクロロ過安息香酸を加えると、388 nmの吸収が徐々に減って、300 nm以下の吸収が増加する。コンピュータ計算からは赤方偏移が期待されるが、観測された青方偏移は、異なる反応経路によるテルロキシドがテルロン(PT-O2)の形成を妨げていることが示された。プロトン核磁気共鳴による反応の分析により、生成物の黄色い固体は、メタクロロ過安息香酸の添加により、1123.3 ppmで低磁場遷移することが明らかとなった。溶液中の生成物のNMRスペクトル及び吸収スペクトルより、この生成物はテルロキシドと同定された。8等量の過剰なメタクロロ過安息香酸を加えると、溶液は明るい黄色になるが、一晩攪拌することで徐々に色は消える。質量分析とプロトン核磁気共鳴のデータの組合せで、最終的な生成物は、不溶性の白色固体が二酸化テルル、無色の固体が(Z)-1,4-ジフェニルブタ-2-エン-1,4-ジオンであることが明らかとなった。この結果は、過剰量のメタクロロ過安息香酸を加えてもテルロンが形成されないことを裏付けた。

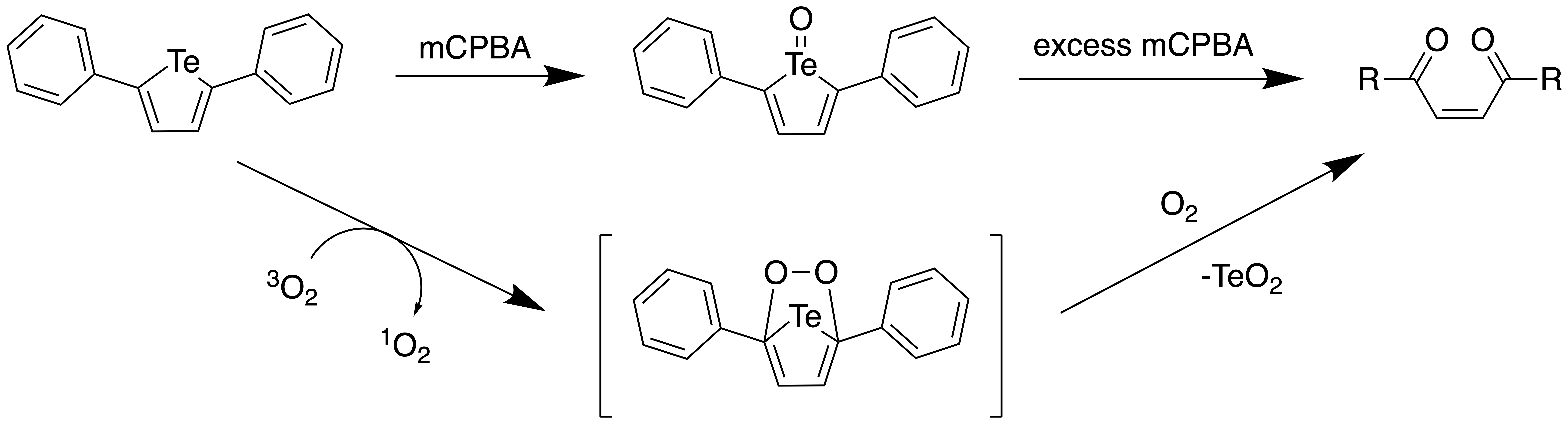
酸素とmCPBAを用いた2,5-ジアリールテルロフェンの光参加の2つの経路

一重項酸素トラップである9,10-ジフェニルアントラセン(9,10-DPA)を用い、PTへの照射時の一重項酸素の形成を調査した。PTと9,10-DPAの両方を含む溶液に白色光を照射すると355 nmの吸収の減少が観察され、これは、9,10-DPAに一重項酸素が1,4-付加してエンドペルオキシドを形成するため、一重項酸素の存在を示唆していた。次に、PTの重水素化クロロホルム溶液には365 nmの光が照射され、1時間後、PTが完全に(Z)-EDに代わるとともに二酸化テルルが形成される現象が見られた。
中山重蔵らは、テトラフェニルセレノフェン溶液への4等量のメタクロロ過安息香酸の添加によっても、エンジオン化合物と二酸化セレンが形成されることを報告した。メカニズムとしては、1等量のメタクロロ過安息香酸がセレノキシドを形成し、残りの3等量がセレノフェンと反応して、セレノンジエポキシド中間体を形成する。このメカニズムは、メタクロロ過安息香酸の添加によるテルロキシドの形成、4等量のメタクロロ過安息香酸の添加によるエンジオン化合物の形成に相当している。

### 光電子特性

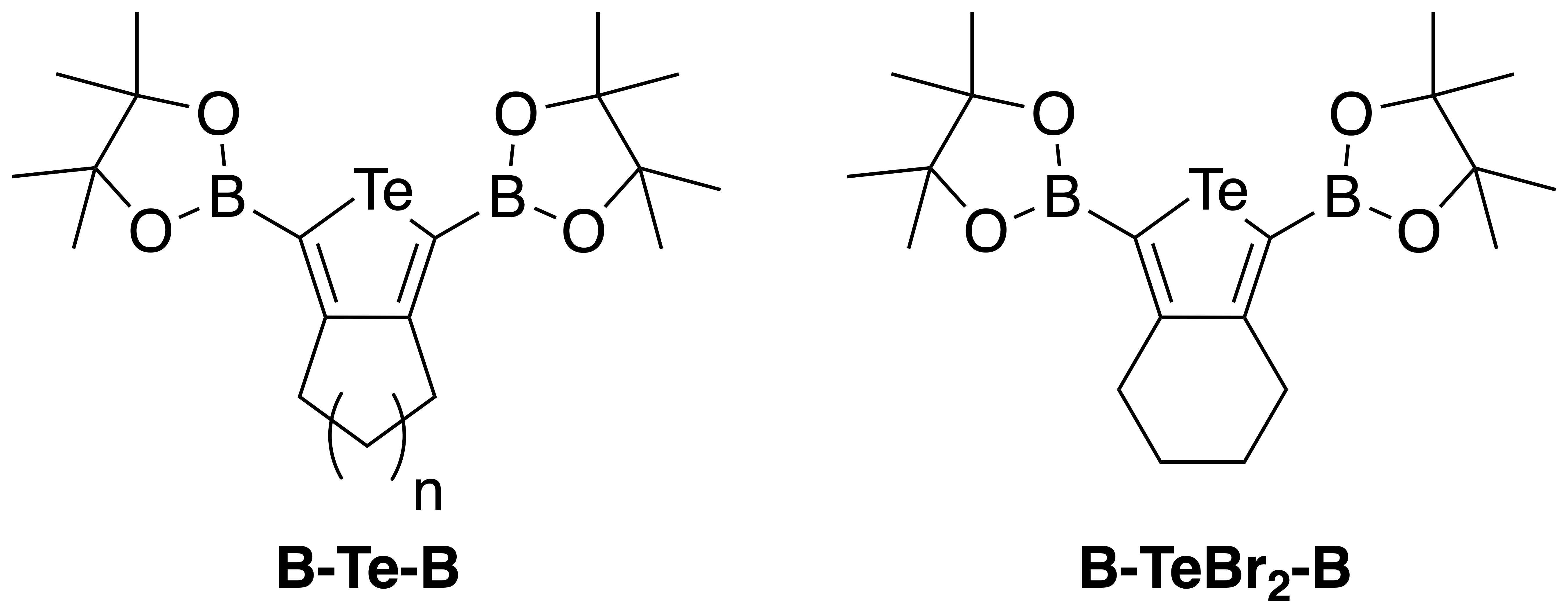
燐光ピナコールボロン酸置換テルロフェン

チオフェンと比べ、テルロフェンは、光学バンドギャップが低く、特にLUMOのレベルが低く、電荷キャリア移動が高い。それまで報告されていた燐光物質は、イリジウムや白金等の高価なレアメタルを含むものだったが、2014年、Rivardらは、室温でピナコールボロン酸置換テルロフェンの燐光を報告した。テルロフェンがTHFに溶解しているだけでは発光せず、固体状態でTHF/水中で凝集することで明るい緑色に発光することから、燐光は凝集により誘導されることが明らかとなった。
二臭化Te(IV)テルロフェン(B-TeBr2-B)は非放射性であることが分かり、B-Te-BのTe(II)中心が燐光において重要な役割を果たしていることが示された。ピナコールボロン酸エステルをチオフェンで置き換えると発光は消え、Te(II)とBPinが発光を起こす協調的役割を担っていることが示された。B-Te-Bの密度汎関数理論計算により、HOMOについては、Teのp軌道の孤立電子対がかなり寄与していること、LUMOについては、B-C結合にかなり局在していることが明らかとなった。さらに、三重項状態(T3)のエネルギーは、一重項励起状態(S1)に縮退し、効率的な三重項-一重項交差が起こって発光につながることが見いだされた。これは、三重項状態のエネルギーが~1 eV高い、硫黄やセレンのアナログと対照的である。

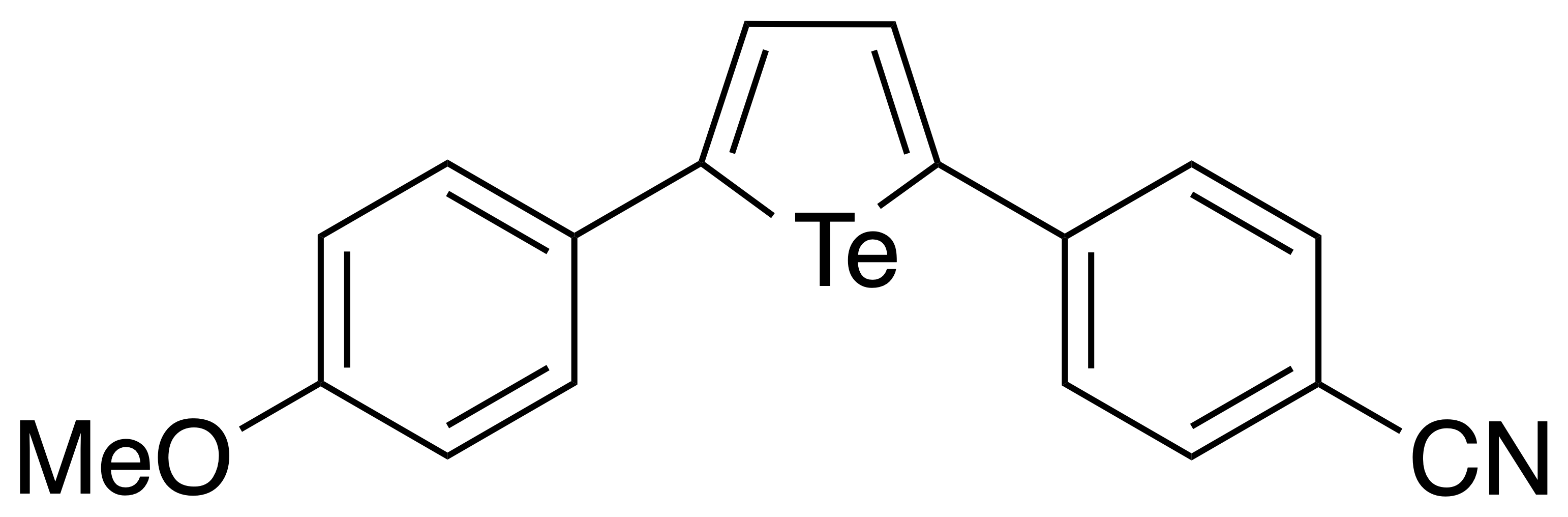
電池供与基と電子求引基を持つ2,5-ジアリールテルロフェン

2018年、大熊健太郎らは、連続するジテルリド交換と分子間環化反応により、様々な電子供与基や電子求引基が置換した様々な2,5-ジアリールテルロフェンの合成を報告した。電子供与基と電子求引基が同時に置換すると、HOMO-LUMOギャップが大幅に小さくなる。さらに、溶媒の極性が大きくなると最大吸光がより長い波長にシフトするため、大きなソルバトクロミズムが観察される。密度汎関数理論計算によると、HOMOはテルロフェン及び電子供与置換基のΠ軌道に局在し、LUMOはテルロフェン及び電子求引置換基のΠ*軌道に局在する。電子供与置と電子求引置の両方がLUMOが安定化し、HOMO-LUMO遷移が大きな電荷移動性を持つため、ソルバトクロミズムが起こることが説明される。このように、π共役テルロフェンの光電子特性をどのように調整できるかが示された。

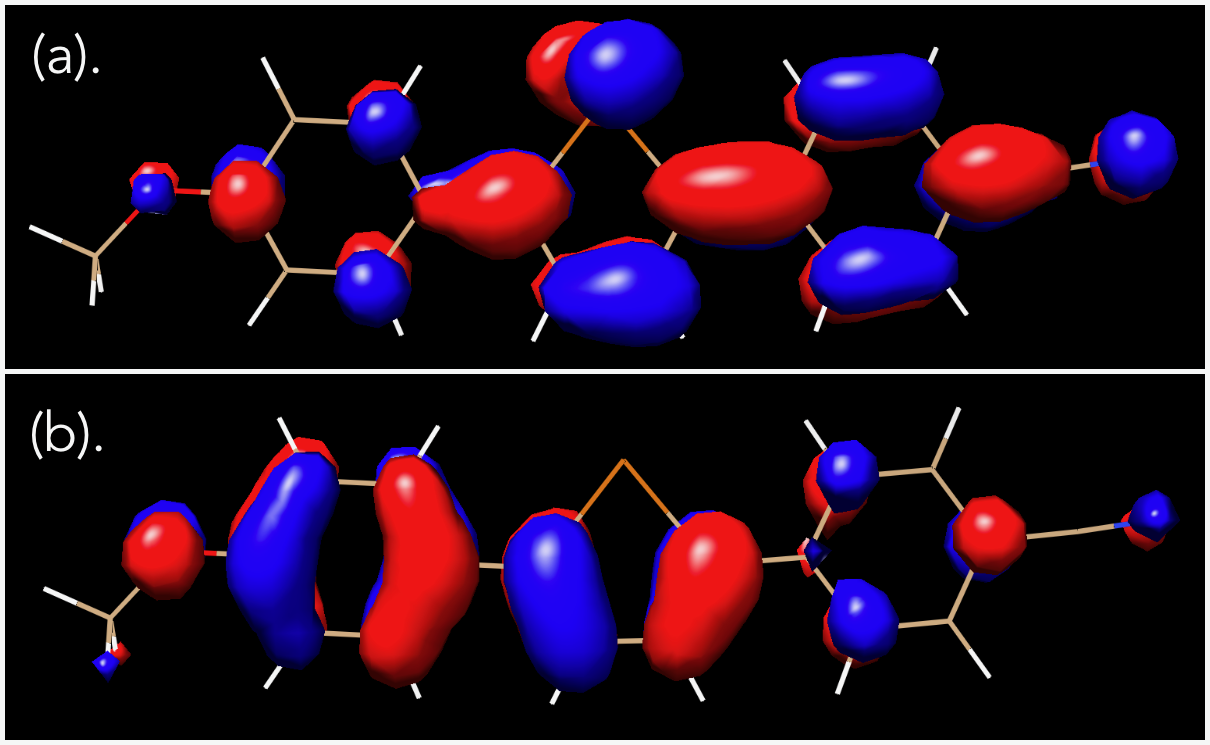
B3LYP関数及び6-31G(d)基底関数系によりAvogadroとGAMESSを用いて計算したp-アニシル及びp-シアノフェニル置換2,5-ジアリールテルロフェンの(a). LUMOと(b). HOMO

この分子について、GAMESSで密度汎関数理論計算を行うと、HOMOとLUMO軌道は大熊が示した図の軌道と量的に合致することが明らかとなり、HOMOとLUMOは各々p-アニシル、p-シアノフェニル置換基上の拡大軌道非局在化を見せることが示された。

### ポリマー
2016年、Seferosらは、触媒遷移重合による、はっきりした高分子量のポリ-3-アルキルテルロフェン(P3TeV)の合成を報告した。触媒遷移重合は、分子量の分布幅が狭くエンドギャップがはっきりしている場合のポリマー合成の重要な手段であるが、2013年にP3TeVの合成に触媒遷移重合を適用した場合、分子量が低く幅広い分散になることが見いだされた。分散幅の狭いP3TeVを得るために、動的研究と密度汎関数理論計算から、最適な条件が調べられた。実験的に、重合速度と重合の質に分岐側鎖が重要な役割を果たしていることが見いだされた。この効果を抑えるために、様々な他の側鎖を持つモノマーが合成された。ここから、複素環からより離れた3位または4位にエチル側鎖を移動することで、重合の速度と制御が改善され、分散が狭く高分子量のポリマーが得られた。
この改善
は、立体障害が無くなったことに起因する。さらに、複素環から遠くに側鎖部位を移動させることで、可視光吸収が赤方偏移し、このためにねじれの程度が減少し、テルロフェン骨格間の共役の増加をもたらすことが見出された。

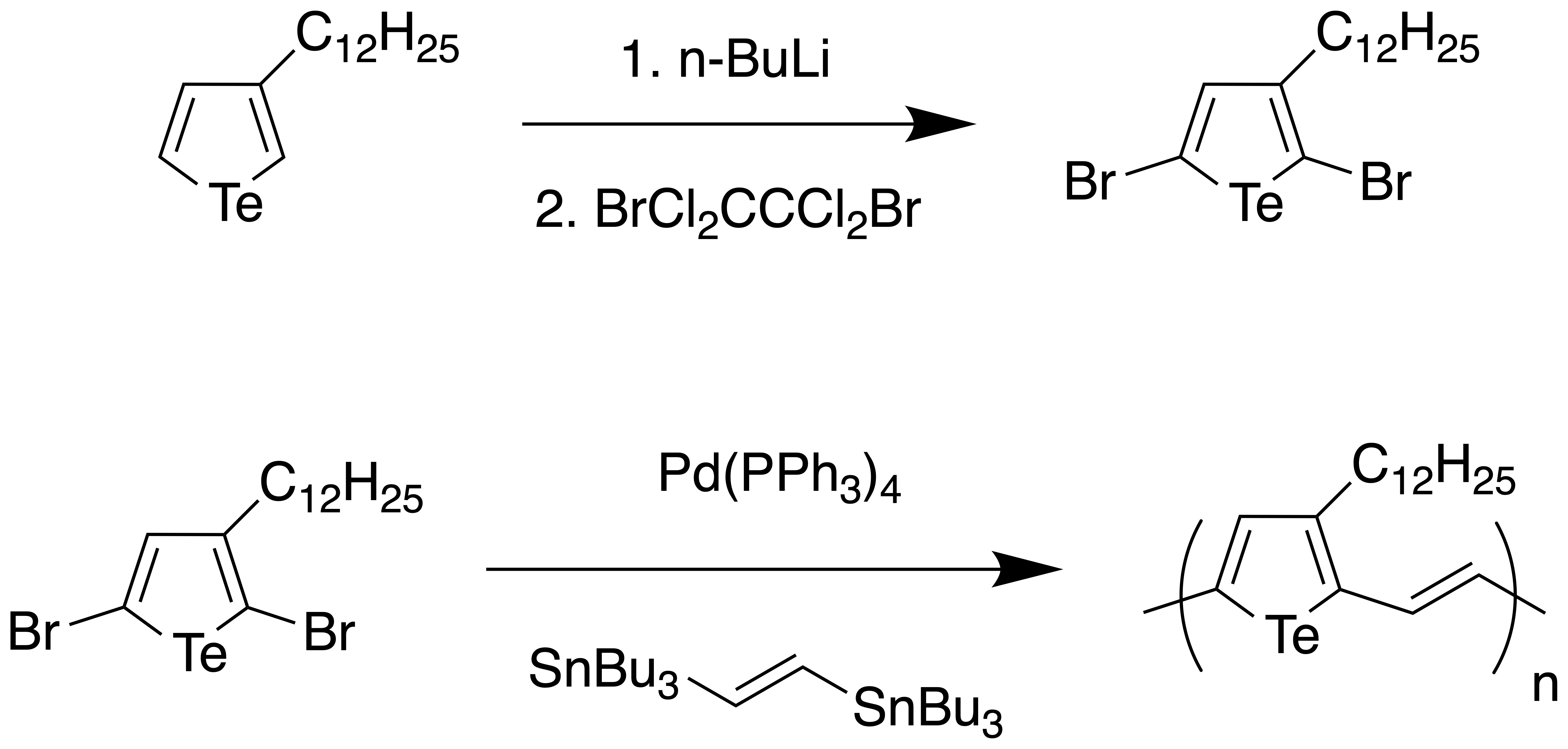
スティルカップリングによるP3TeVの合成

Heeneyらは、2,5-ジブロモ-3-ドデシルテルロフェンと(E)-1,2-ビス(トリブチルスタニル)エチレンの右田・小杉・スティルカップリングにより、テルロフェンとビニレンの共重合体を初めて合成し、その結果、Mnが約10 kDaで分散幅が2.4のP3TeVが57%の収率で生成したと報告した。チオフェンやセレノフェンのアナログの合成により、LUMOの安定化のため光学バンドギャップが減少し、P3TeVでは、1.4 eVという小さなバンドギャップとなる。
有機電界効果トランジスタの構築により、セレノフェン重合体が最も高い電子移動度を持ち、テルルはサイズが大きく、より近くで鎖内Te-Te相互作用が起こる可能性が高いにもかかわらず、P3TeVの溶解度の低さと膜形成の弱さのため、テルルアナログでは移動度が増えないことが明らかとなった。そのため、溶解度を増すような側鎖の修飾の研究が行われた。

### フラストレイティド・ルイスペア

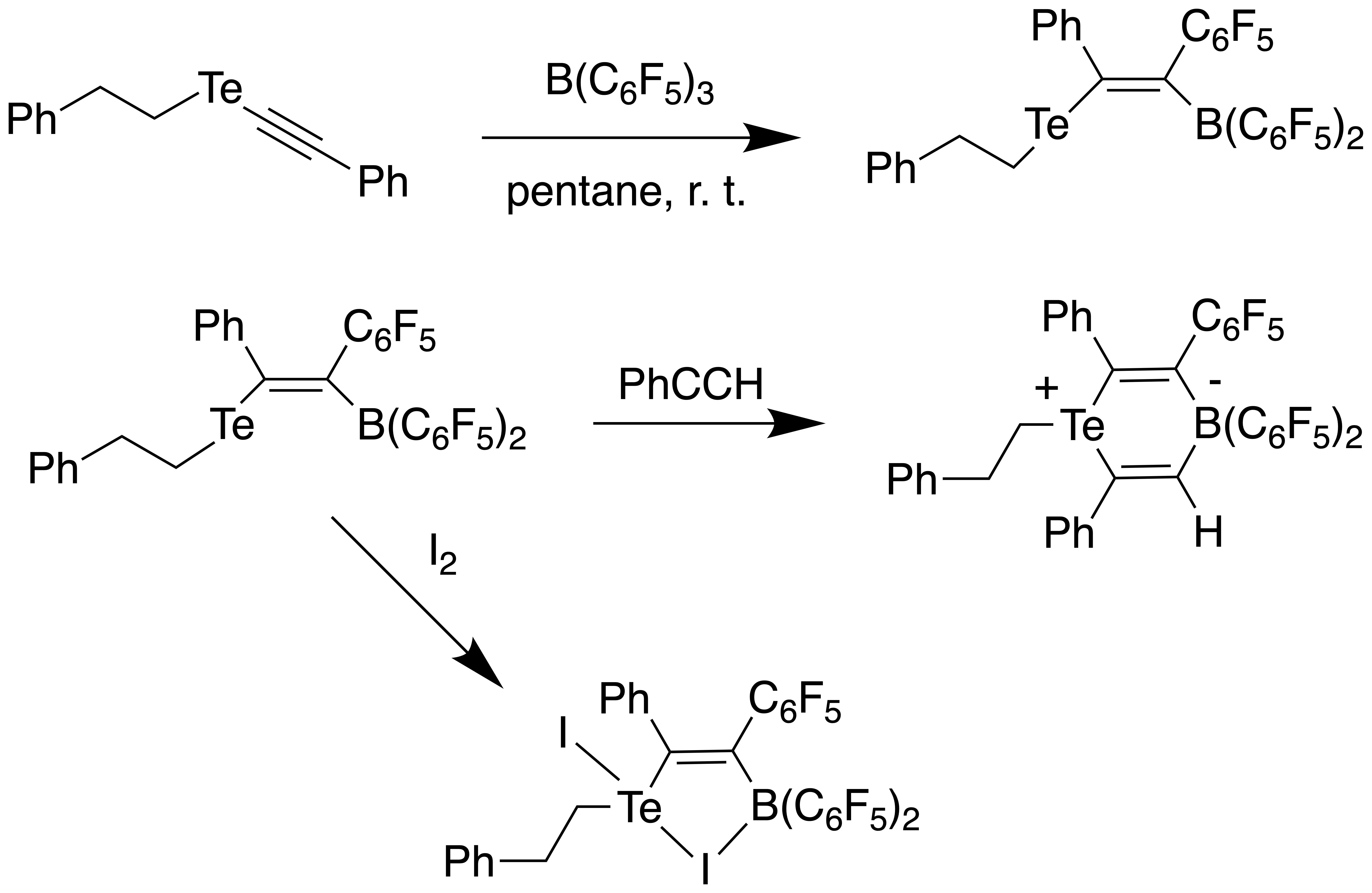
ボランをぶら下げたテルロエーテルの合成

2015年、Stephanらは、分子間フラストレイティド・ルイスペアとして働くホウ素を結合したビニルテルロエーテルを報告した。これは、ペンタン中、室温でテルルアセチリドとトリス(ペンタフルオロフェニル)ボランを反応させることにより、94%の収率で、明るい橙色の結晶として得られた。11B NMRにより、この生成物は4配位子のホウ素原子を持つことが明らかとなり、これは信号幅が広いため、Te-Bの弱い相互作用を示している。室温でこの化合物とフェニルアセチレンを反応させると、アルキン結合をまたいだcis-1,2-付加が起こり、X線散乱分光法により、六員環Te-B複素環の双生イオンができていることが観察される。テルルとホウ素の周りの配位幾何は、各々、擬三角錐型、擬四面体型である。C-C結合長は、C－C三重結合よりも長く、C-C二重結合に近い1.326(4) Aであると観測され、フラストレイティド・ルイスペアによりフェニルアセチレンを活性化することが示される。しかし、テルロエーテルの求核性が弱いため、報告されている他のフラストレイティド・ルイスペアと異なり、水素分子や結合した二酸化炭素は活性化できない。テルロエーテルは、ハロゲンにより酸化されてTe(IV)ジハロゲン化合物を形成することはないが、ヨウ素と反応して五員環のTe-B-I複素環を形成することが分かっている。

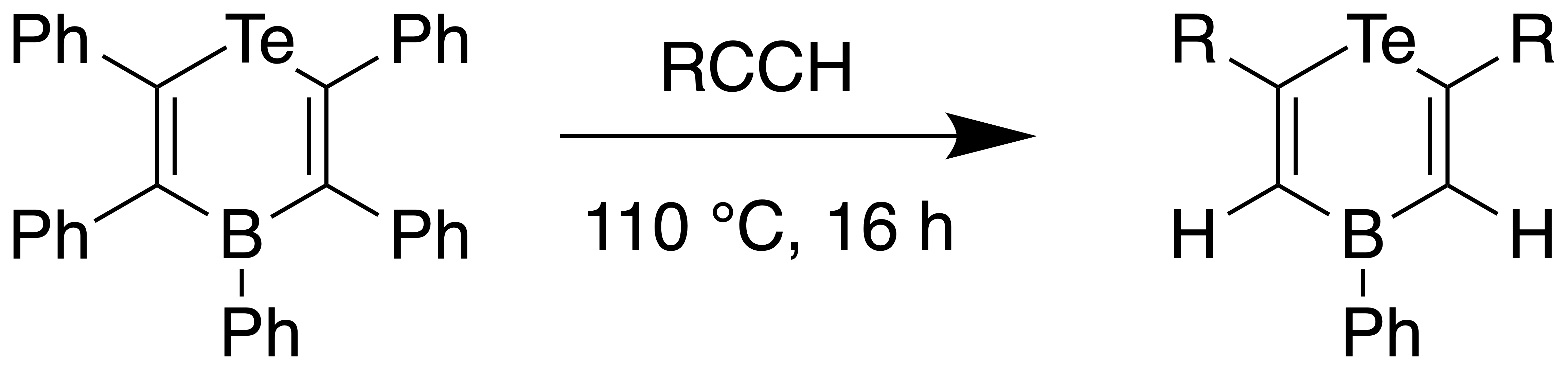
テルル-ホウ素複素環の合成

後に、Stephanらは、1-ボラ-4-テルロシクロヘキサ-2,5-ジエンと2等量の末端アルキンを加熱し反応させることで、ジアリールアルキンが脱離して様々なTe-B複素環を合成できることを報告した。X線結晶分析により、複素環中のC-C結合長は、C-C二重結合の長さと近く、分子内非局在化があることを示している。この反応は、アルキンの末端CHの炭素がホウ素に結合した状態で、高い位置選択性で進行した。
この観測結果とあわせ、テルルとホウ素原子がフラストレイティド・ルイスペアとして働き、ホウ素中心の嵩高さのためホウ素がCH炭素に結合するように、アルキンへの環化付加が起こるということが提案されている。2018年、アルケン、ケトン、アルデヒドへのヒドロホウ素化のための便利な試薬となる4H-1,4-テルラボリンが合成され、フラストレイティド・ルイスペア化学の理解がさらに進んだ。

### 水素結合性有機構造体

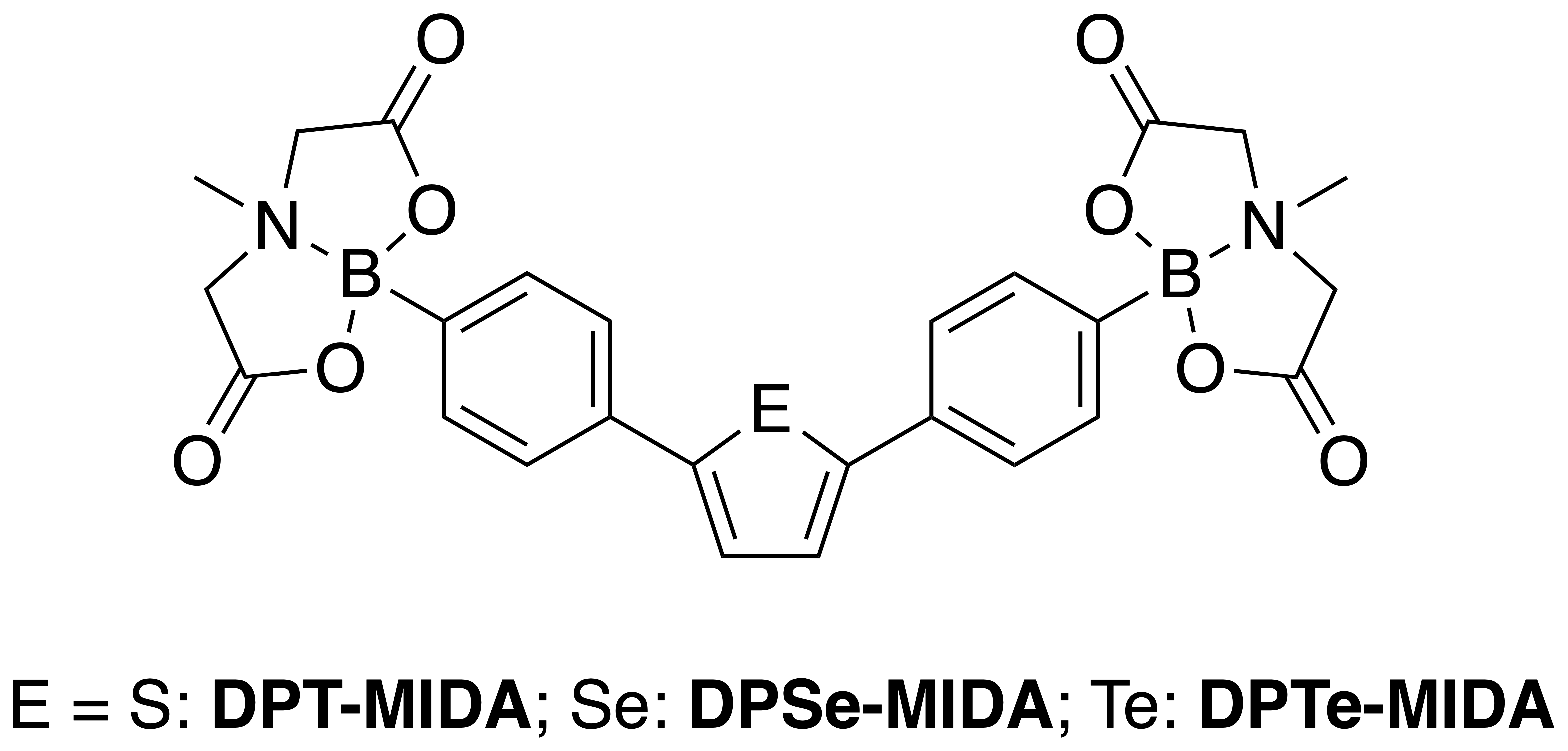
ボロン酸MIDAでキャップされたカルコゲン複素環

水素結合性有機構造体(HOF)は、水素結合やπ-π相互作用のような非共有相互作用で結び付いた多孔性有機材料である。しかし、水素結合が比較的弱いため、溶媒を除去しても多孔性を維持し続けることはほとんどない。それにもかかわらず、HOFの弱い相互作用のため、共有結合性有機構造体と比べ、結晶学研究に供しやすい単結晶を形成させる。次に、HOFは、相互作用が弱いため、溶解、再結晶により容易に再生することができる。2016年、Seferosらは、水素結合の供与体と受容体の両方を含むN-メチルイミノ二酢酸 (MIDA) のボロン酸塩でキャップされたカルコゲン複素環から、HOFを合成したことを報告した。MIDAキャップのチオフェン、セレノフェン、テルロフェンは、スティルカップリングにより合成される。DPT-MIDAとDPSe-MIDAの結晶構造からは、C-H-O水素結合とC-H-π相互作用の存在が示される。DPTe-MIDAは、DPT-MIDAやDPSe-MIDAに比べて結晶化度が低いため結晶学分析に供することはできず、粉末回折により見いだされた。しかし、DPTe-MIDAのメインの散乱ピークはDPT-MIDADPやSe-MIDAのものと似ており、これら3つの構造体はどれも似た構造に自己組織化されることが示唆された。熱重量分析により、DPT-MIDAとDPSe-MIDAでは約150℃、DPTe-MIDAでは約170℃でアセトニトリル分子が除去され、また350℃を超えると3つ全てのHOFが分解することが明らかとなった。0℃での二酸化炭素の吸収からは、DPT-MIDAが最大の表面積を持つことが分かる。さらに、DPT-MIDAとDPSe-MIDAは、ビルディングブロック1molあたり1molの二酸化炭素を吸収するのに対し、DPTe-MIDAでは0.5molの二酸化炭素を吸収する。また、量子収量6.6%のDPT-MIDAに対し、DPTe-MIDAは弱い蛍光を持つことが観測される。